# Boberhaus

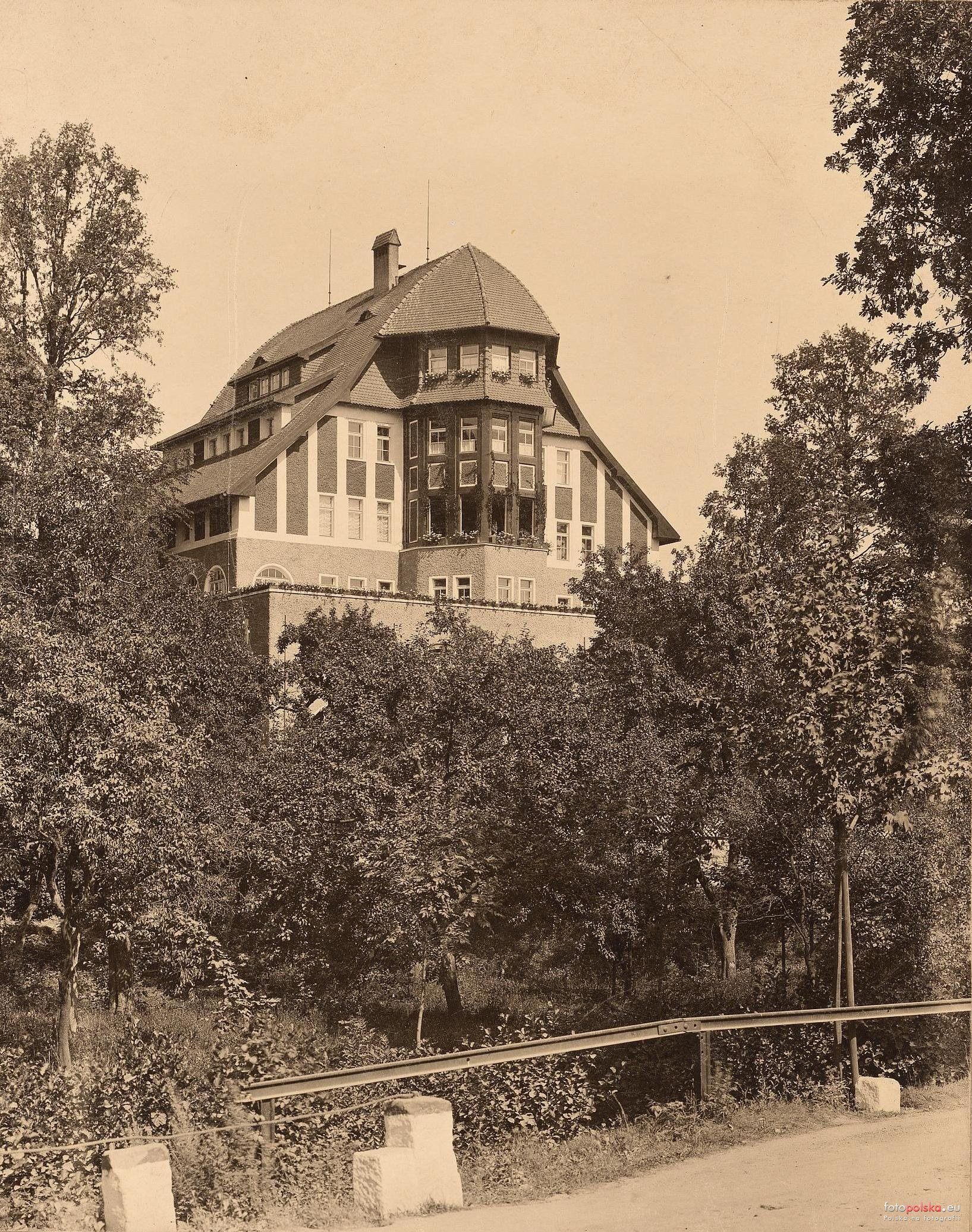
Villa Boberhaus vor 1945

Das Boberhaus, abgeleitet vom im Riesengebirge entspringenden Fluss Bober, war Volksbildungshaus und Grenzschulheim in der Stadt Löwenberg, jetzt Lwówek Slaski, damals Provinz Niederschlesien. Von 1926 bis 1937 wurde es von der Schlesischen Jungmannschaft e. V., einer fortschrittlichen und unabhängigen Organisation innerhalb der bündischen Deutschen Freischar, inhaltlich und wirtschaftlich getragen. Das Boberhaus stand jungen Menschen ungeachtet der Parteizugehörigkeit, Herkunft, Berufstätigkeit oder der Weltanschauung offen. Jene Einrichtung der Erwachsenenbildung pflegte Auslandsbeziehungen, vor allem nach Südosteuropa. In der Zeit der Weimarer Republik wurde es von Behörden aller Ebenen moralisch und finanziell unterstützt. Das nach dem Zweiten Weltkrieg eingerichtete Boberhaus-Archiv befand sich in Kaiserslautern und ging über in das Institut für Zeitgeschichte München. Die Internationale Jugendbegegnungsstätte Kreisau auf dem Gut um Schloss Kreisau in Krzyżowa zeigt Dokumente zur Löwenberger Arbeitsgemeinschaft und zum Wirken des Boberhaus-Kreises bis 1994 auf. Hans Poelzigs Bauzeichnungen sind in Berlin archiviert.

## Geschichte

### 1908

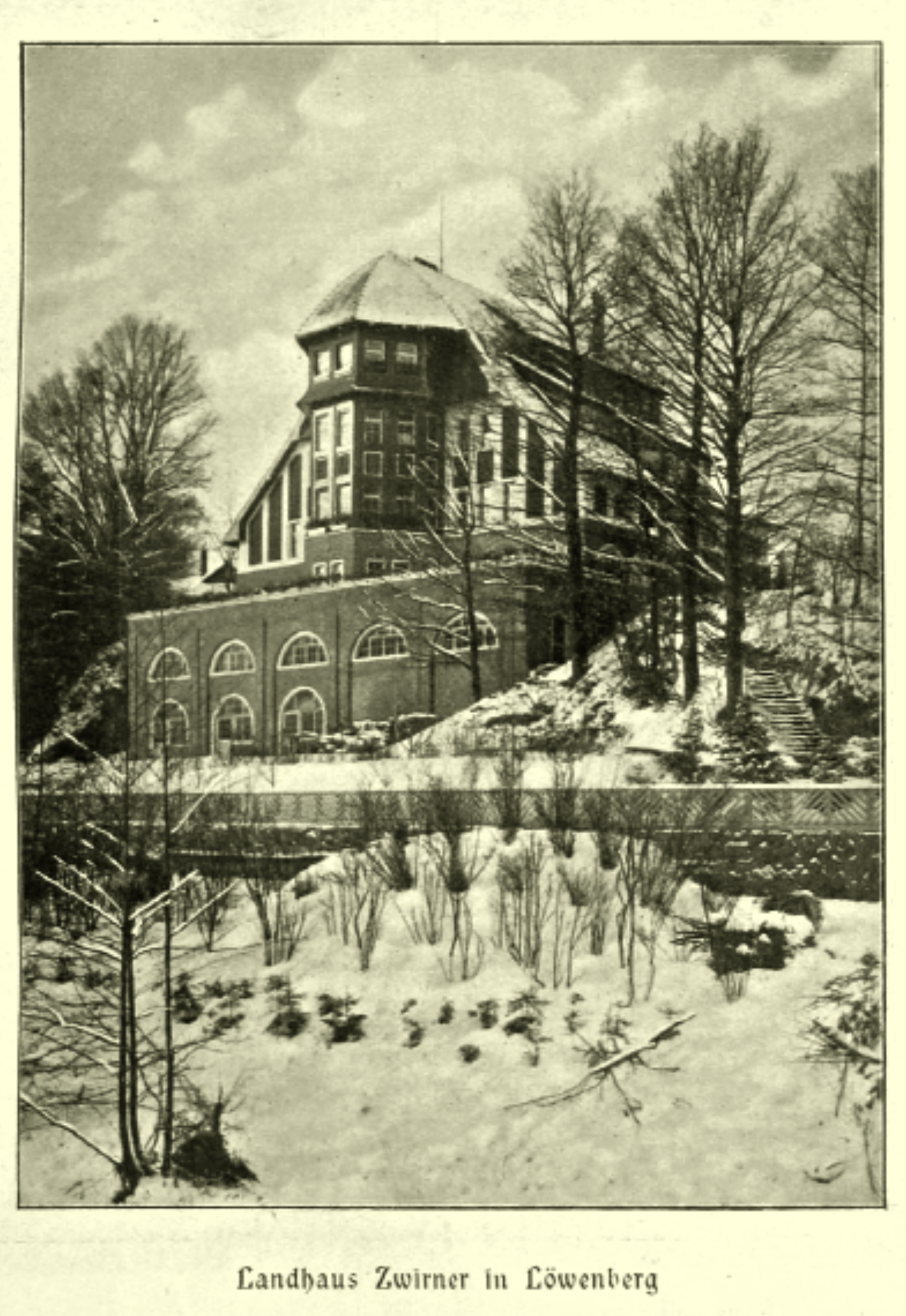
Landhaus Zwirner 1911

Im Jahr 1908 beauftragte Max Zwirner, Inhaber der Löwenberger Blücher-Apotheke, den Architekten Hans Poelzig, damals Direktor der Königlichen Kunst- und Kunstgewerbeschule Breslau, ihm ein sechsgeschossiges Wohngebäude mit Knabenpensionat zu entwerfen. Dieses wurde sodann in Hanglage gegenüber der Löwenberger Schweiz mit Blick zu Iser- und Riesengebirge errichtet und im Jahr 1910 als Landhaus Zwirner eröffnet. Nachdem Bauherr Zwirner im Umfeld seltene Nadelgehölze anpflanzte, veränderte sich die Bezeichnung in Haus Fichteneck. Im Jahr 1926 erwarb die Schlesische Jungmannschaft, ihrem in Schreiberhau gefassten Beschluss folgend, die in bodenständiger Architektur errichtete Villa mit Südterrasse. Im Grundbuch wurde jenes Gebäude als Boberhaus an der Hirschberger Straße 10 eintragen, seitdem und bis heute ein historischer Begriff. Das Löwenberger Post- und Fernmeldeamt teilte das Schließfach 7 und die Rufnummer 100 zu; das Girokonto wurde bei der Städtischen Sparkasse Löwenberg errichtet.

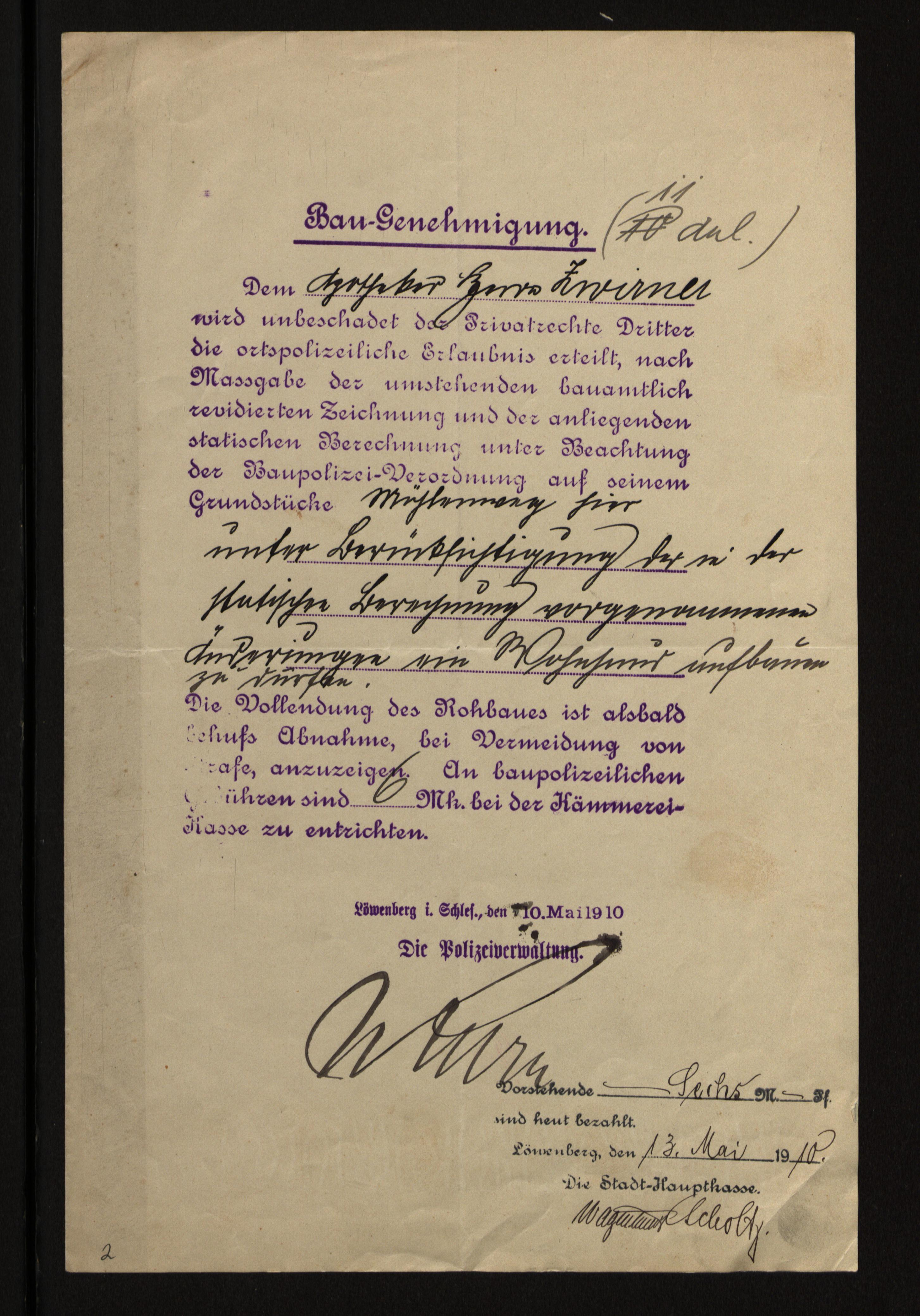
Boberhaus Baugenehmigung 1910
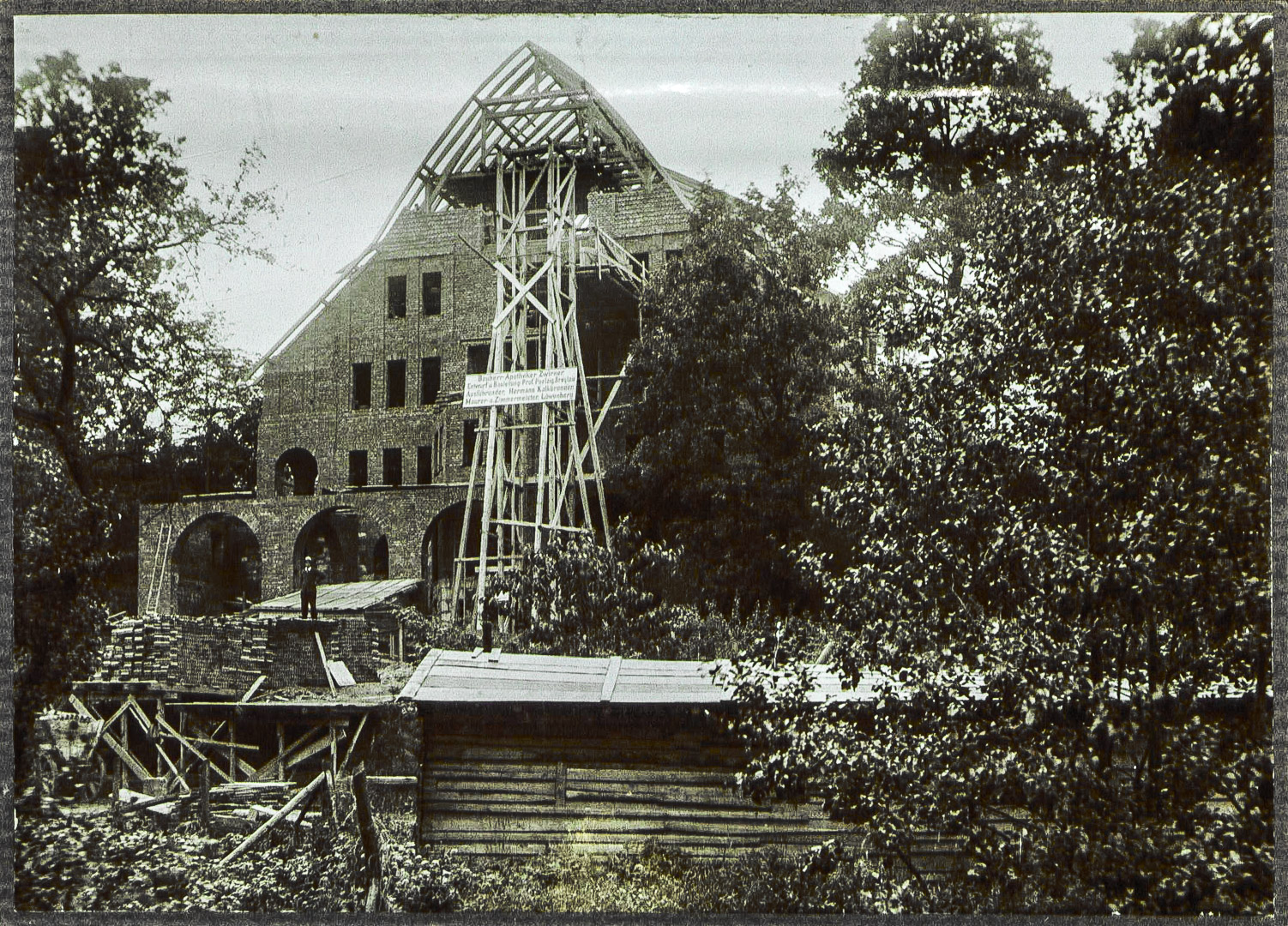
Rohbau mit Baustellentafel 1910
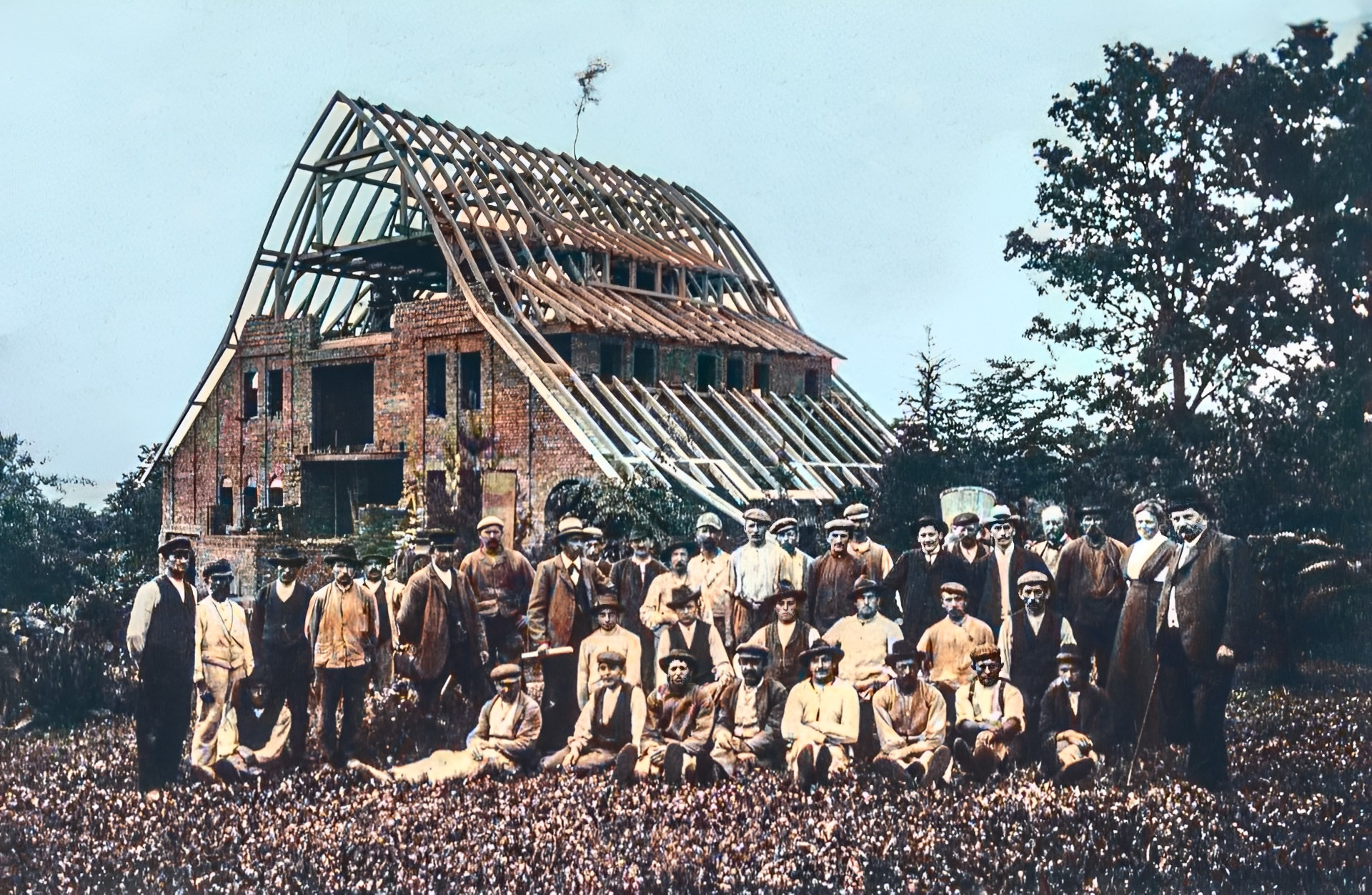
Richtfest Boberhaus 1910

### 1926

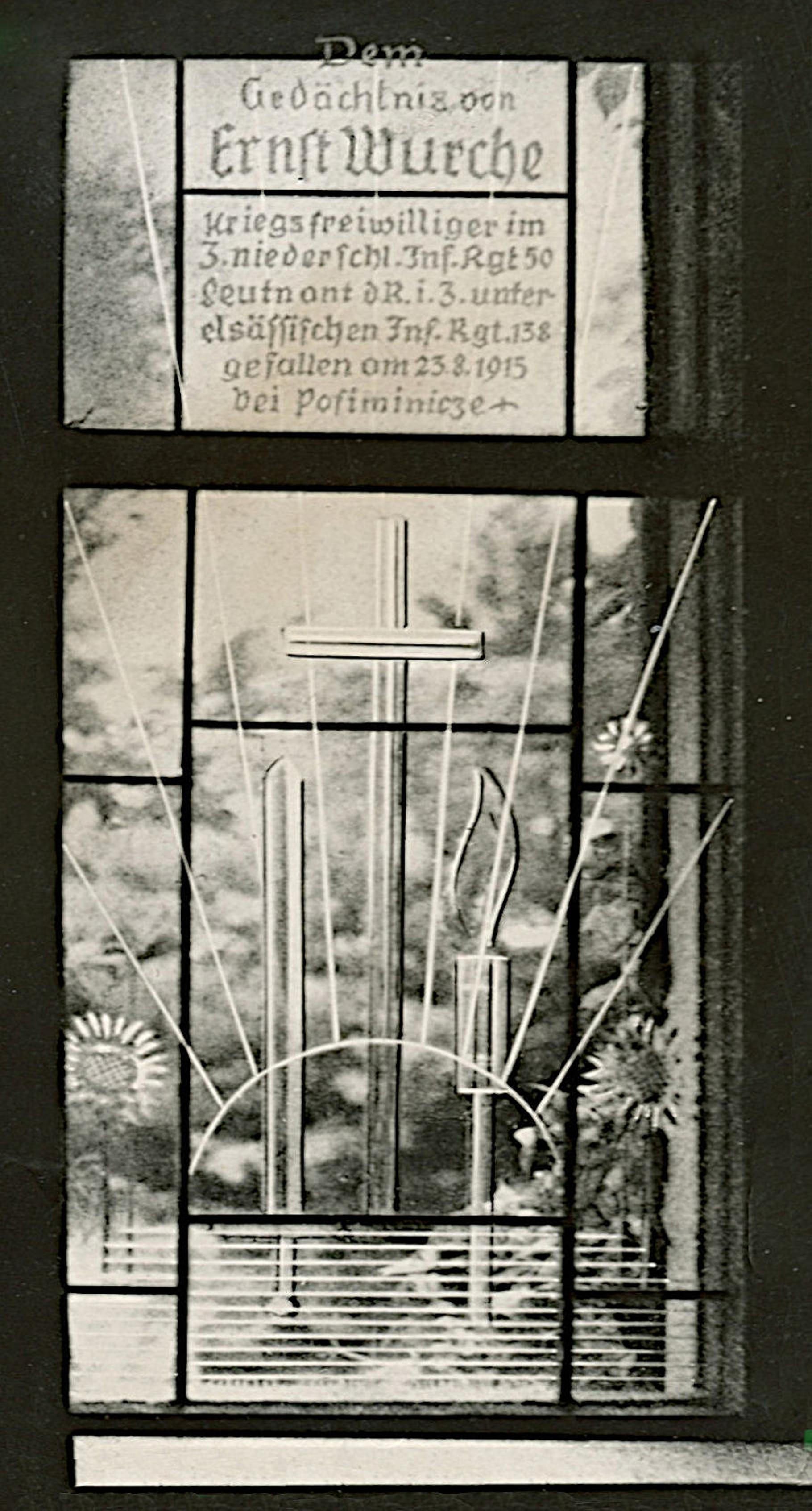
Boberhaus. Ernst Wurche Fenster

Zu Ostern 1926 beginnend wurde hier elf Jahre eine ausstrahlende Bildungs- und Erziehungsarbeit geleistet, etwa in Form von Volkshochschullehrgängen, musischer Erziehung, Freizeiten für berufstätige oder erwerbslose Jugendliche, Volkskunde, Tagungsstätte, Landheimaufenthalte oder auch Ferienschullager ausländischer Jugend. Zum Zweck der Aufsicht, Beratung und wirtschaftlicher Lenkung konstituierte sich am 1. April 1926 – wenige Stunden vor der feierlichen Eröffnung des Boberhauses – ein Kuratorium, dem führende Mitglieder der Schlesischen Jungmannschaft und maßgebliche Persönlichkeiten des öffentlichen Lebens angehörten, so der Oberpräsident Niederschlesiens, der niederschlesische Landeshauptmann, der Landrat und der Bürgermeister des Kreises bzw. der Stadt Löwenberg in Schlesien. Solch ehrenamtliches Gremium, wenngleich personell verändert, bestand im Zeitraum aller Jahre, in denen das Boberhaus von der Schlesischen Jungmannschaft getragen worden war. Die Gründung und Eröffnung des Boberhauses hatte maßgeblich in den jungen Händen der Volkswirte Artur von Machui und Dr. Gerhard Klau sowie des Juristen Kurt Ballerstedt gelegen. Hauptsächlich war ihnen gelungen, zahlreiche Partner für die Idee reformierter Volksbildung im Boberhaus zu begeistern, darunter den preußischen Kultusminister Professor Carl Heinrich Becker. Insgesamt 40.000 Teilnehmer gingen nach festem Reglement ein und aus. Besonders nachhaltig wirkten freiwillige Arbeitslager für Arbeiter, Bauern und Studenten, die eng mit Professor Eugen Rosenstock-Huessy und seinem zwanzigjährigen Studenten Helmuth James Graf von Moltke verbunden sind. Beide wollten von Massenarbeitslosigkeit und Elend hart betroffenen Jugendlichen des Steinkohlereviers Landeshut – Waldenburg – Neurode Orientierung und Zuversicht vermitteln. Um für jene sozialpädagogischen Ziele vielfältige Kräfte zu gewinnen, gründeten Graf von Moltke, Hans Dehmel und Horst von Einsiedel nach zahlreichen Vorgesprächen am 27. Oktober 1927 die „Löwenberger Arbeitsgemeinschaft“, der u. a. Gerhart Hauptmann (Nobelpreisträger für Literatur), Heinrich Brüning (Reichstagsabgeordneter) und Gerhart von Schulze-Gaevernitz (Hochschullehrer) angehörten. Das erste Lager mit den Bestandteilen körperliche Arbeit, Vorträge und Aussprachen zu Entwicklungsfragen sportlich-kulturelle Freizeit fand vom 14. März bis 1. April 1928 für einhundert junge Männer – je ein Drittel Arbeiter, Bauern und Studenten – statt, ähnlich das Lager 1929, dann im Folgejahr auch mit jungen Frauen. Zu den erwünschten Gesprächspartnern zählte der Pädagoge und Kulturwissenschaftler Professor Adolf Reichwein. Das vierte Arbeitslager, für das Jahr 1931 geplant, kam nicht zustande – die Zerwürfnisse zwischen Prof. Rosenstock und führenden Mitgliedern der Schlesischen Jungmannschaft erwiesen sich als unüberbrückbar. Zahlreichen Trägern im In- und Ausland dienten die Löwenberger Arbeitslager als Vorbild. Zu den weiteren künstlerischen Besonderheiten des Boberhauses gehörten diverse Kunstwerke, Wand- und Deckenmalereien sowie geschnitzte Holzvertäfungen und insbesondere die künstlerische Form eines Kriegerdenkmals befand sich im Erdgeschoss des Erkers, also an der Nordseite des Boberhauses. Der Schriftsteller Walter Flex hielt das Schicksal seines Kriegskameraden Ernst Wurche mittels der Novelle Der Wanderer zwischen beiden Welten fest. Die Gestaltung des in Richard Süßmuths Glaskunstwerkstatt Penzig bei Görlitz erzeugten Ernst-Wurche-Fensters: Kruzifix; Strahlen der aufgehenden Sonne und Sonnenblumen als Symbole der Schlesischen Wandervogelbewegung; Schriftzug: „Zum Gedächtnis von Ernst Wurche Kriegsfreiwilliger im 3. Niederschl.[esischen] Inf.[anterie] Reg.[iment] Leutnant d. [er] R.[eserve] i.[m] 3. unterelsässischen Inf.[anterie] Reg.[iment ] 138 gefallen am 23.8.1915 bei Posiminicze“.

### 1937

Signet des Kreisauer Kreises

Jedoch am 9. November 1937 enteignete die NSDAP die Schlesische Jungmannschaft und übernahm entschädigungslos das Boberhaus, fortan war es Jugendherberge der Hitler-Jugend, Wehrmachtslazarett, Lager für Zwangsarbeiterinnen. Vermutlich am 12. Februar 1945, rund 35 Jahre nach Einweihung brannte das Boberhaus zur Ruine nieder. Auch das Ernst-Wurche-Fenster am Boberhaus in Löwenberg/Schlesien - Dom nad Bobrem Lwówek Slaski, ehemals in Trägerschaft der aus dem 1901 gegründeten Bund der Wandervögel hervorgegangenen Schlesischen Jungmannschaft, wurde im Februar 1945 mit der totalen Zerstörung dieser Jugendeinrichtung vernichtet. Der schreckliche Anblick besteht noch heute. Im Jahr 1949 wurde das Grundstück geteilt.
Zwölf Jahre nach dem ersten Arbeitslager und knapp sechs Jahre nach Hitlers Machtergreifung begannen Helmuth James Graf von Moltke und Peter Graf Yorck von Wartenburg, antifaschistisch eingestellte Freunde als Mitglieder eines Arbeitskreises um sich zu sammeln. Hitlers Sicherheitsdienst nannte diese mutigen Männer später, nach Enttarnung im Spätsommer 1944, Kreisauer Kreis. Moltke waren im Boberhaus vertrauenswürdige Personen begegnet – acht gewann er für die konspirative Mitarbeit: Carl Dietrich von Trotha, Horst von Einsiedel, Adolf Reichwein, Hans Peters, Otto Heinrich von der Gablentz, Fritz Christiansen-Weniger, Theodor Steltzer, Hans Lukaschek. Ihr Aufbegehren unter Einsatz des Lebens bestand im Vordenken für ein demokratisches Deutschland nach Kriegsende. Dies wurde am 9. August 1943 im Berghaus Kreisau, Moltkes Besitz, als Grundsätze für die Neuordnung festgeschrieben. Das Boberhaus in Löwenberg/Schlesien ist dafür prägende Vorstufe gewesen.

### 2017

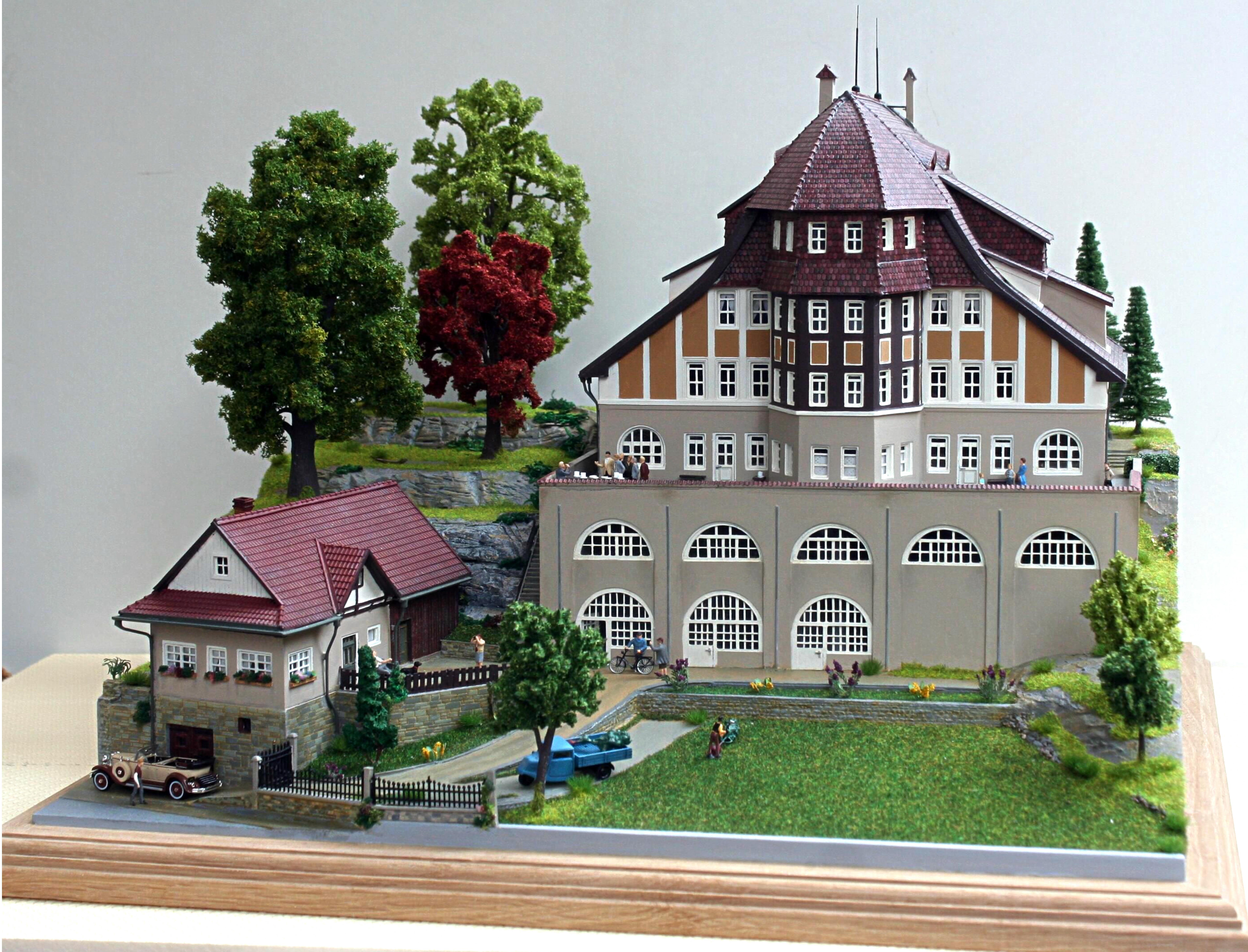
Boberhaus-Modell

Die Vereine LTR Lwówek Śląski und Städtepartnerschaftsverein Heidenau realisierten von 2017 bis 2020 ihr Projekt „Vier Gedenktafeln für das Boberhaus“. Schließlich kam die Idee auf, das Boberhaus noch einmal zu bauen als Europäische Jugendbegegnungsstätte. Zunächst entstand ein detailgetreues Boberhaus-Modell 1/87. Es wird für Ausstellungs- und Werbezwecke verwendet.

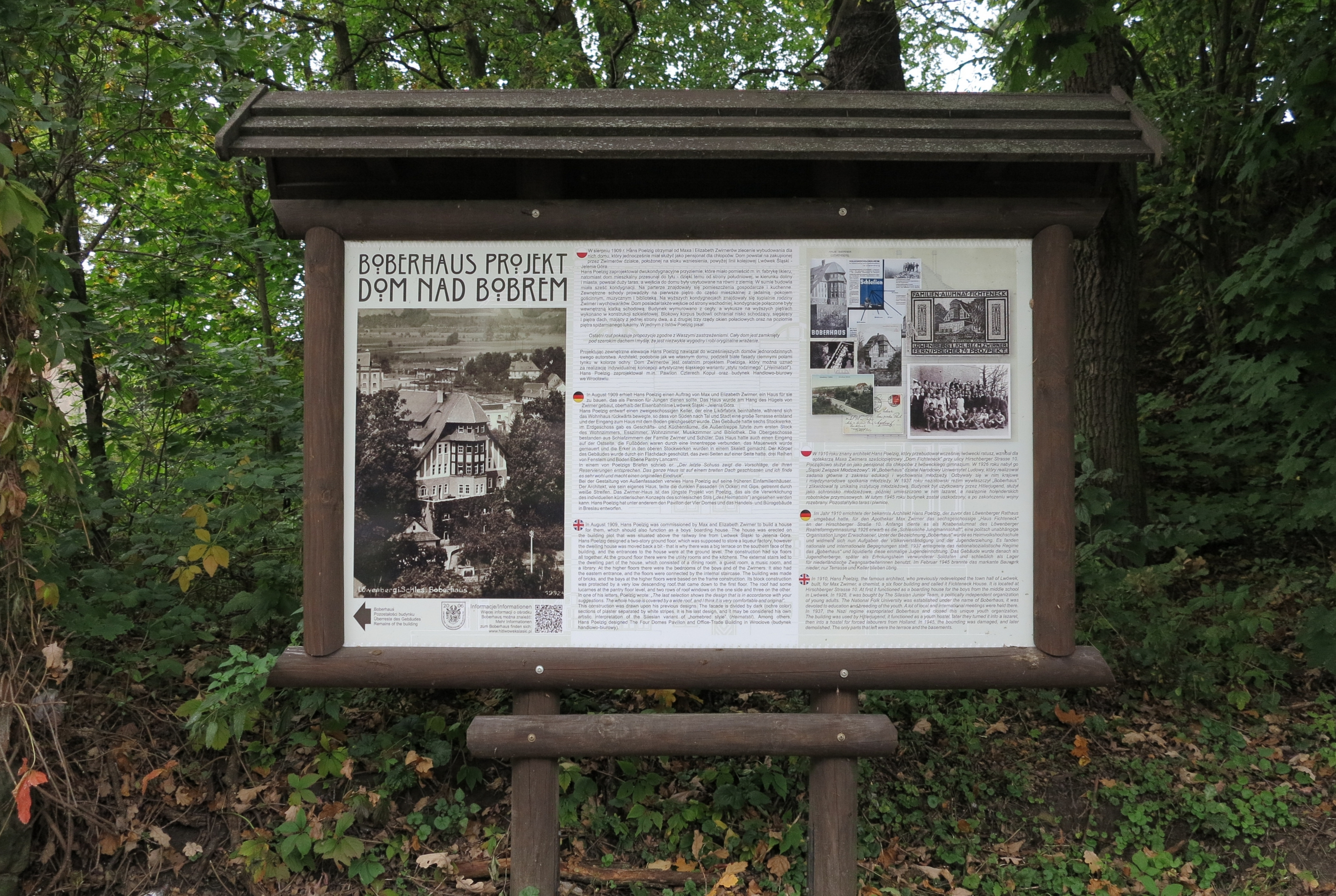
Diese 3-sprachige Tafel informiert über das Boberhaus. Foto Oktober 2023

## Leiter des Boberhauses
- 1926–1927 Gerhard Klau (1898–1950), unterstützt durch[9]:
  - Ernst Seeliger (1885–1947) und
  - Roman Kapuste (1895–1983)
- 1928–1929 Hans Dehmel (* 1896)
- 1930–1932 Hans Raupach (1903–1997)
- 1932–1933 Georg Keil (1905–1990)
- 1933 bis zur Liquidierung 1937: Walter Greiff (* 1903)

Villa Boberhaus
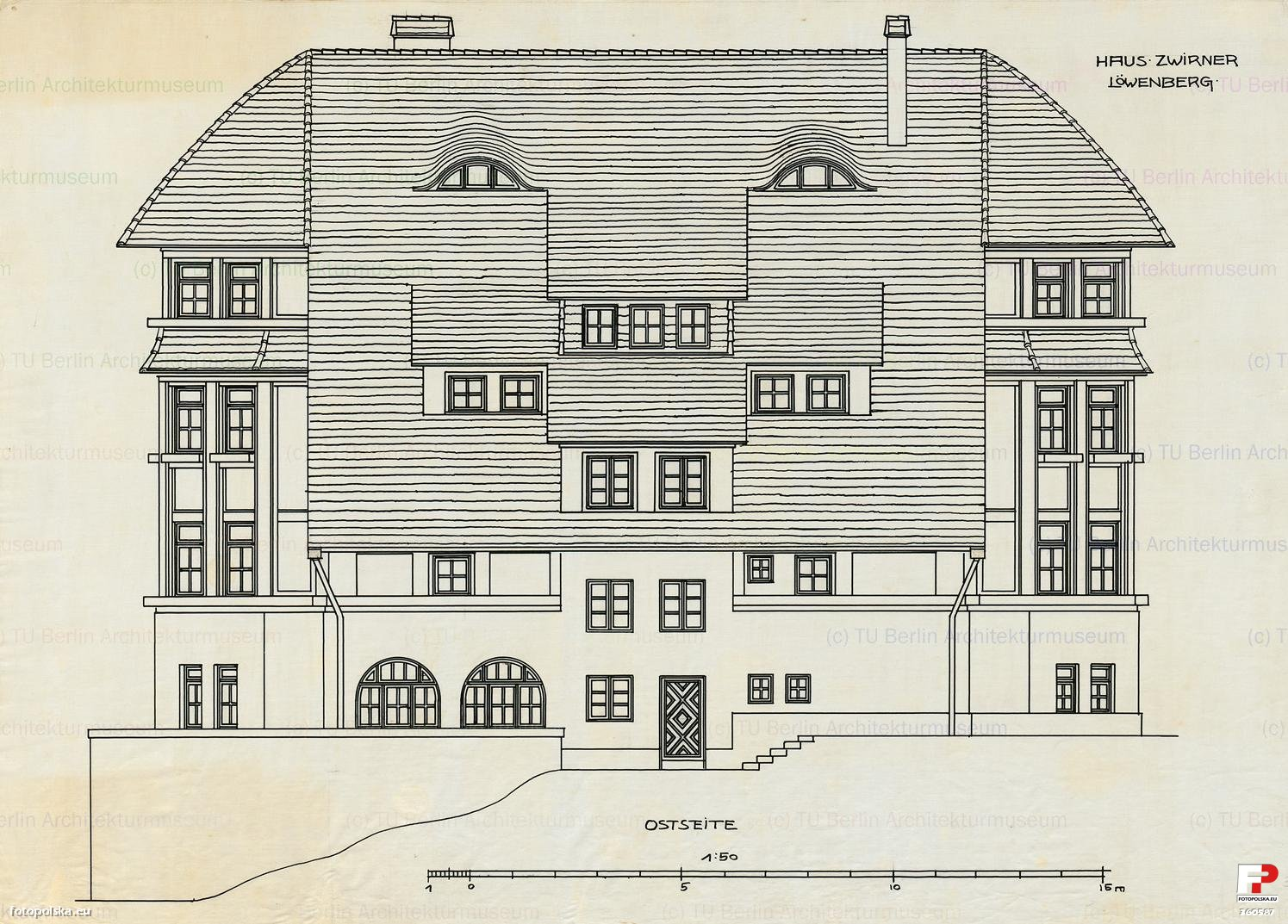
Ostseite
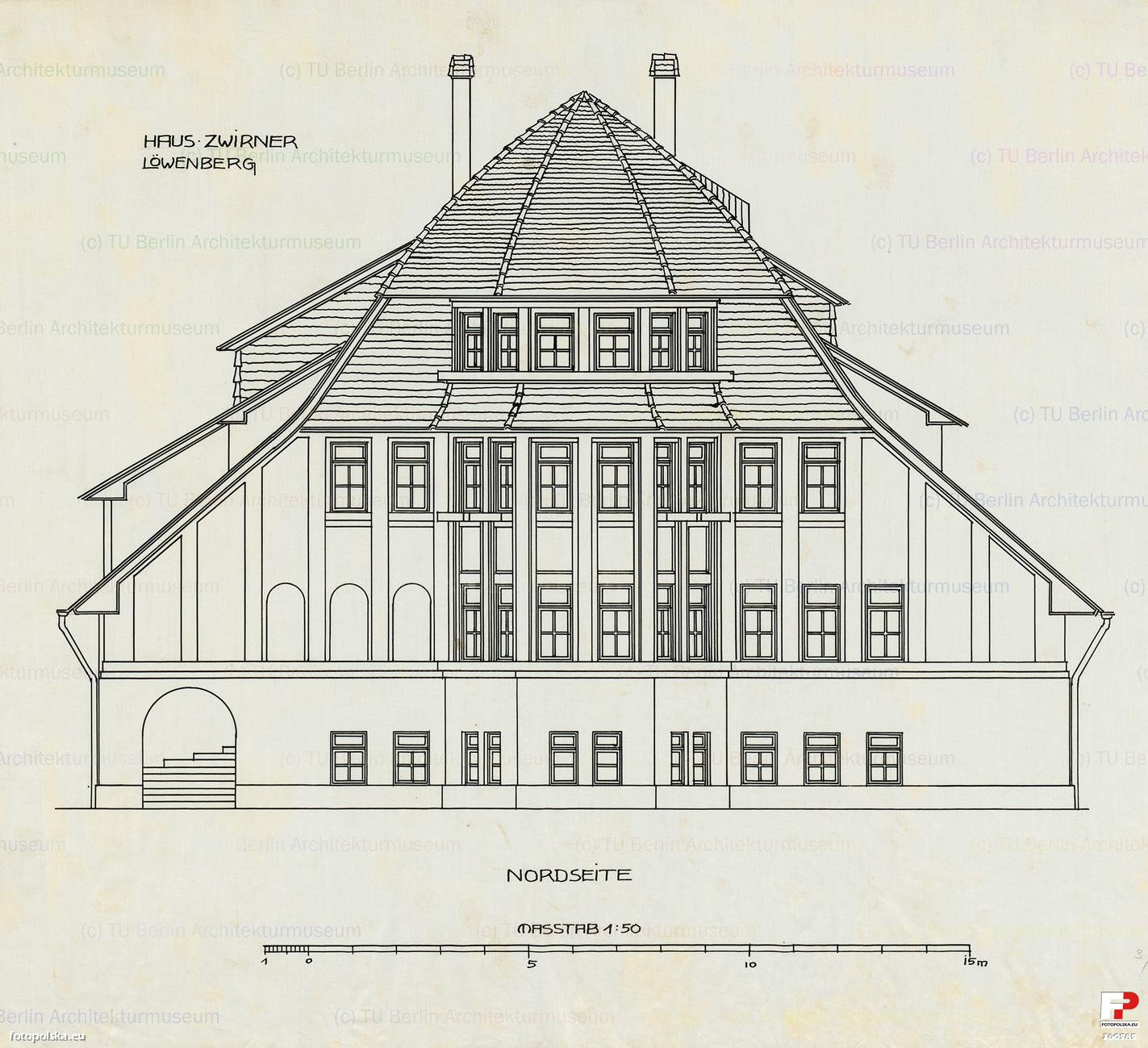
Nordseite
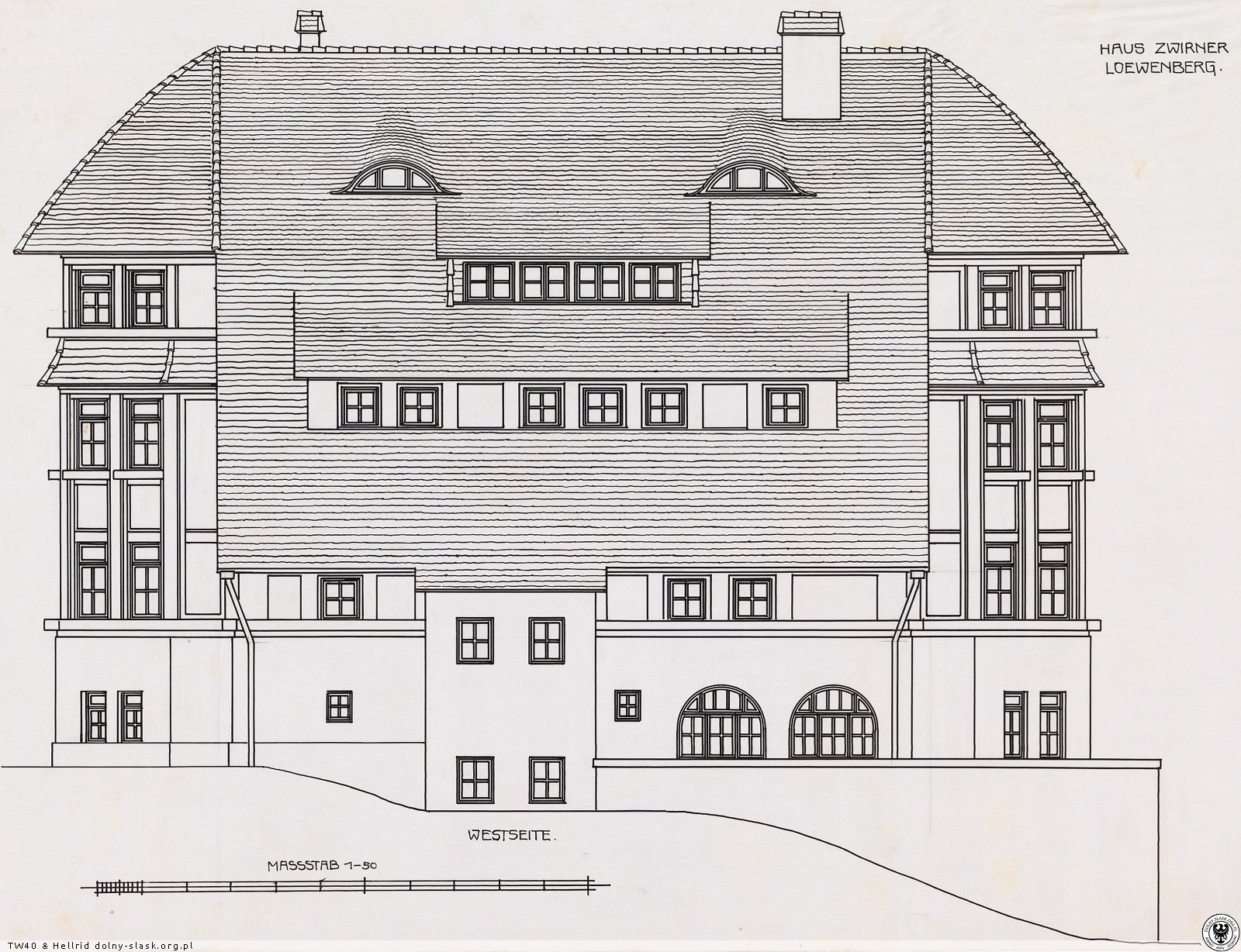
Westseite
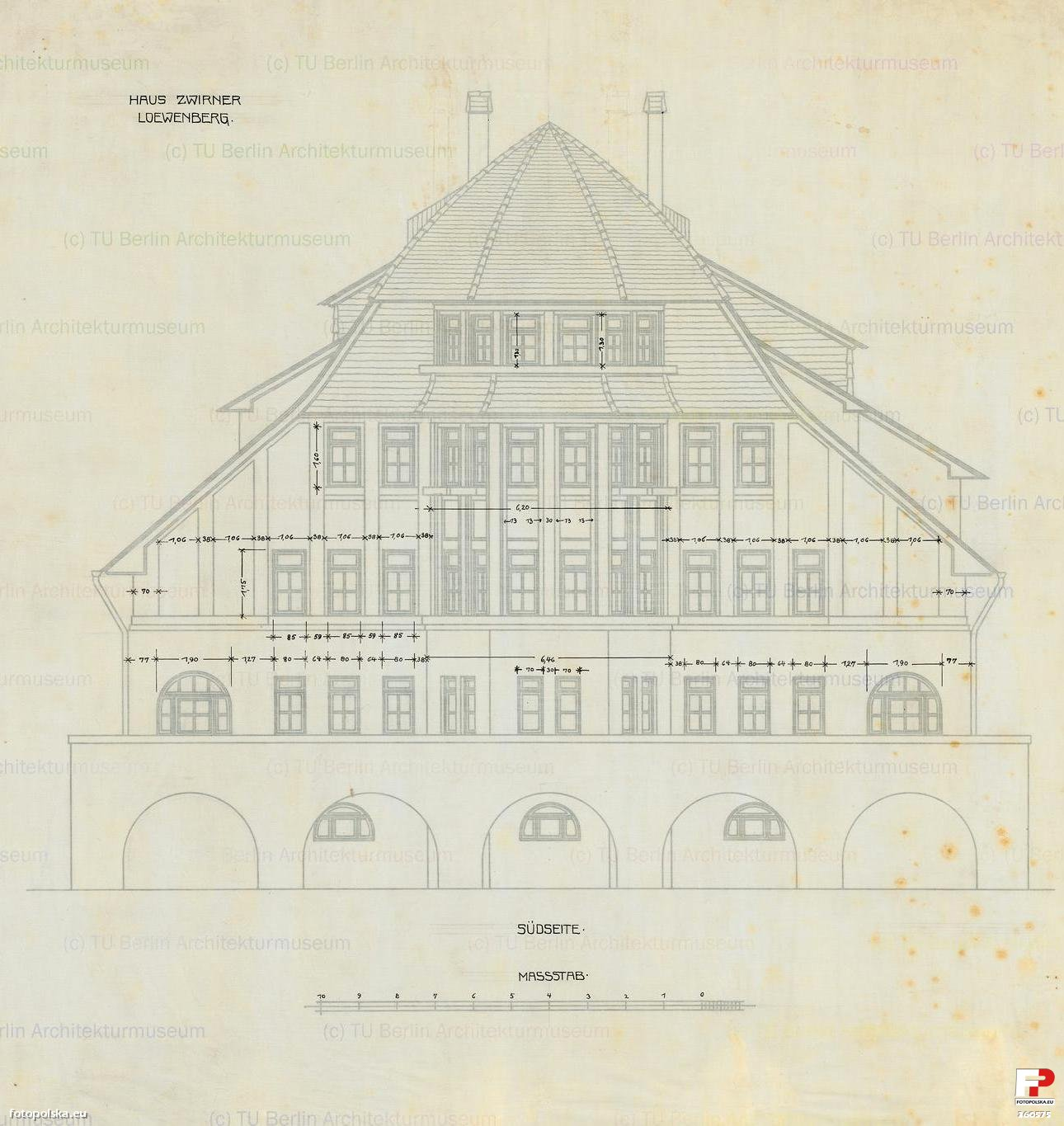
Südseite
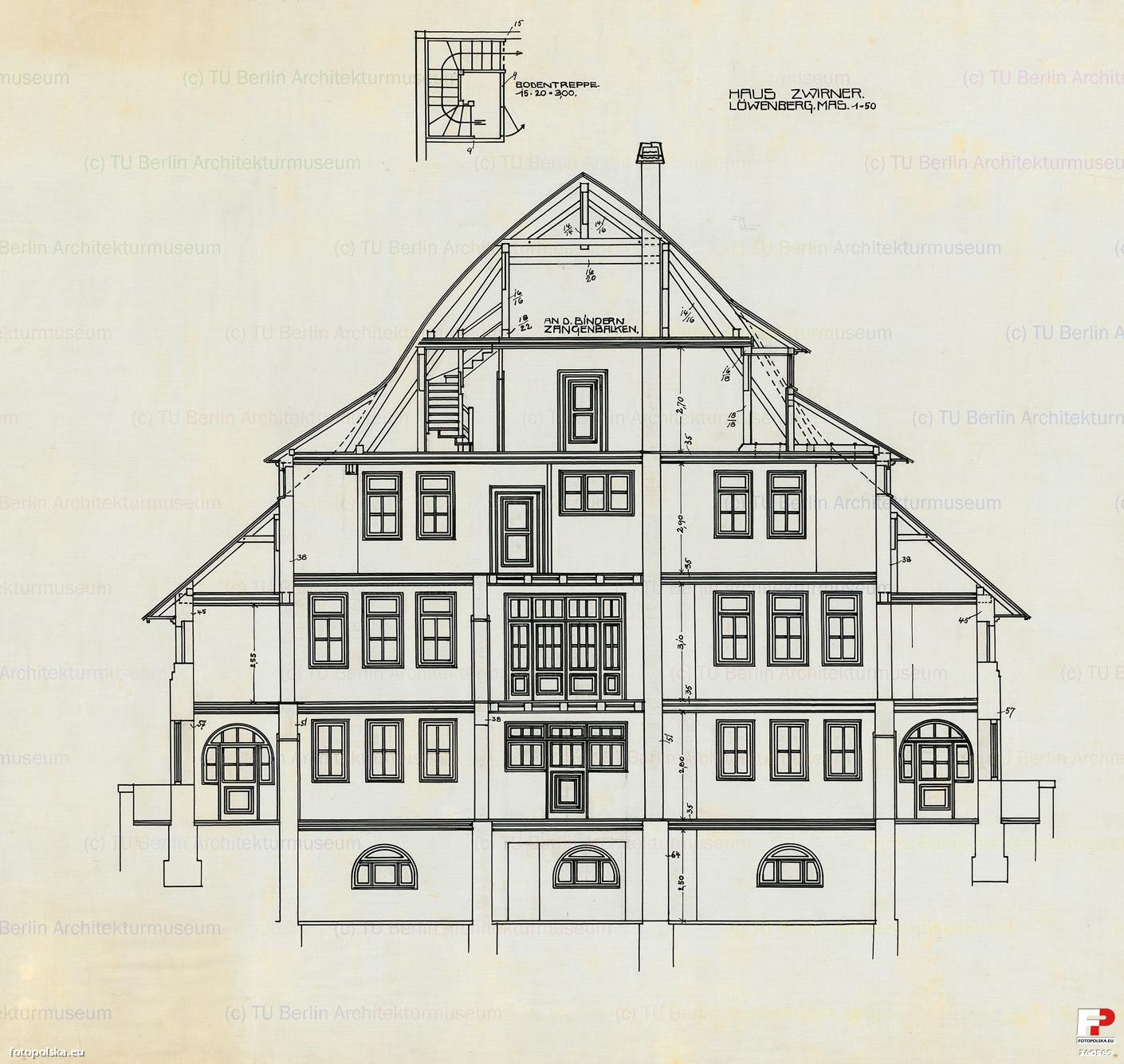
Schnitt